# Прекос

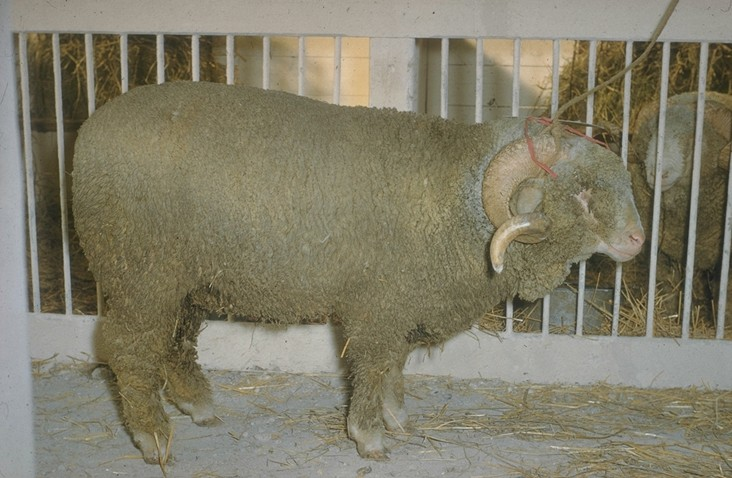
Прекос на сельскохозяйственной выставке в Париже, 1962 год

Преко́с (фр. précoce, от лат. praecox — «скороспелый», «ранний») — порода тонкорунных овец мясо-шёрстного направления.
Выведена в конце XIX веке во Франции скрещиванием мериносов рамбулье с мясной лейстерской породой. Позже прекосов совершенствовали в Германии, откуда они завезены в СССР в 1926—1931 годах.
Живая масса баранов — 100—110 кг, овец — 55-60 кг. Кожа без складок. Настриг шерсти с баранов — 8-10 килограммов, с маток — 3,8-4,2 килограмма. Длина шерсти — 7-10 сантиметра, тонина[что?] 58-64 качества, выход чистой шерсти 45-50 %. Плодовитость 140—150 ягнят на 100 маток. Овцы крупные, скороспелые. Ягнята в 6 месяцев достигают 40-45 килограммов.
Разводят в странах Европы и Северной Африки.